# Ghazaouet
Ghazaouet là một đô thị thuộc tỉnh Tlemcen, Algérie. Dân số thời điểm năm 2002 là 33.094 người.